# Khánh Hòa-01 (HQ-561)
Khánh Hòa-01 (HQ-561) là tàu bệnh viện lớp K122 thuộc biên chế Hải quân Nhân dân Việt Nam. HQ-561 là tàu bệnh viện đầu tiên của Việt Nam.